# یکی به من بدهکاری
«یکی به من بدهکاری» (انگلیسی: You Owe Me One) با عنوان موقتِ «کاملو» ترانه‌ای از ابرگروه سوئدی موسیقی پاپ آبا است که در سال ۱۹۸۲ منتشر شد. این ترانه در نسخهٔ بازسازی‌شدهٔ ۱۹۹۷ و ۲۰۱۲ ترانهٔ پشت صفحهٔ «دیدارکنندگان» بود. این ترانه با همخوانی آنی-فرید لینگستاد و آنگنیه‌تا فلتسکوگ اجرا شد و گروه تصمیم گرفت آن را در نسخهٔ بازسازی‌شدهٔ ۲۰۰۱ منتشر نکند.